# Carlos María Morales
Carlos María Morales, vollständiger Name Carlos María Morales Maeso, (* 1. März 1970 in Montevideo) ist ein ehemaliger uruguayischer Fußballspieler und heutiger -trainer. Er ist der Vater des Fußballspielers Juan Manuel Morales. Am 24. August 2008 schrieben beide uruguayische Fußballgeschichte, da zum ersten Mal in einem Profispiel der uruguayischen Liga Vater und Sohn gemeinsam auf dem Feld standen.

## Spielerkarriere

### Vereine
Der 1,73 Meter große Offensivakteur Morales gehörte zu Beginn seiner Karriere von 1990 bis Ende 1991 der Mannschaft River Plate Montevideo an. 1992 war er für den chilenischen Klub CD O’Higgins aktiv. Es folgte von 1993 bis 1994 eine Vereinsstation bei Deportes Temuco. In den ersten sechs Monaten des Jahres 1995 spielte Morales für Unión Española. Im Juli 1995 verpflichtete ihn der mexikanische Klub Deportivo Toluca. Von dort wechselte er im Juli 1997 zum CF Pachuca. Im Juli 1998 schloss er sich bis zum Jahresende LDU Quito an. Von 1999 bis Mitte 2002 war erneut Deportivo Toluca sein Arbeitgeber. Im Juli 2002 trat er ein bis Jahresende 2004 währendes Engagement bei Atlas Guadalajara an. 2005 stand Morales in Reihen von CD Estudiantes Tecos und bestritt mindestens ein Ligaspiel (ein Tor). Während der ersten Jahreshälfte 2006 gehörte er dem Kader des Puebla FC an. Die Mexikaner verließ er im Juli 2006 zugunsten River Plates. Beim Klub aus den Anfangstagen seiner sportlichen Laufbahn kam er in der Apertura 2006 in 13 Spielen der Primera División zum Einsatz und schoss fünf Tore. Ab Anfang 2007 setzte Morales seine Karriere bei Defensor Sporting fort. Für den montevideanischen Klub lief er saisonübergreifend in 22 Partien der höchsten uruguayischen Spielklasse auf und erzielte sechs Treffer. Während der Clausura 2008 war der Danubio FC sein Arbeitgeber. Dort wurde er in neun Erstligabegegnungen eingesetzt und traf viermal ins gegnerische Tor. Die letzte Station seiner Profilaufbahn waren die Montevideo Wanderers, bei denen er in der Apertura 2008 in zehn Erstligaspielen (ein Tor) mitwirkte.

### Nationalmannschaft
Morales debütierte am 13. Juli 2001 beim 1:0-Sieg in der Vorrundenpartie der Copa América 2001 gegen die bolivianische Auswahl in der uruguayischen A-Nationalmannschaft, als ihn Trainer Víctor Púa in der 79. Spielminute für Javier Chevantón einwechselte. Im Verlaufe des Turniers wurde er in vier weiteren Partien in der „Celeste“ eingesetzt. Im Halbfinale erhielt er einen Platzverweis. Sein letzter Einsatz für die Nationalelf datiert vom 7. November 2001 beim 1:1-Unentschieden im WM-Qualifikationsspiel gegen Ecuador. Insgesamt absolvierte er sieben Länderspiele und schoss ein Tor.

## Trainerlaufbahn
Von November 2010 bis April 2011 wirkte Morales als Cheftrainer bei River Plate in Montevideo. Es folgte ein nur von Februar 2013 bis März 2013 währendes Intermezzo als Trainer des mexikanischen Vereins San Luis FC. Im Oktober 2014 übernahm er die Trainingsleitung bei Miramar Misiones. Dieses Engagement endete im Januar 2016.